# Pogrom von Aden
Das Pogrom von Aden von 1947 war ein gewalttätiger Angriff von Muslimen gegen eine der größten jüdischen Mizrachim-Gemeinschaften im Nahen Osten. 

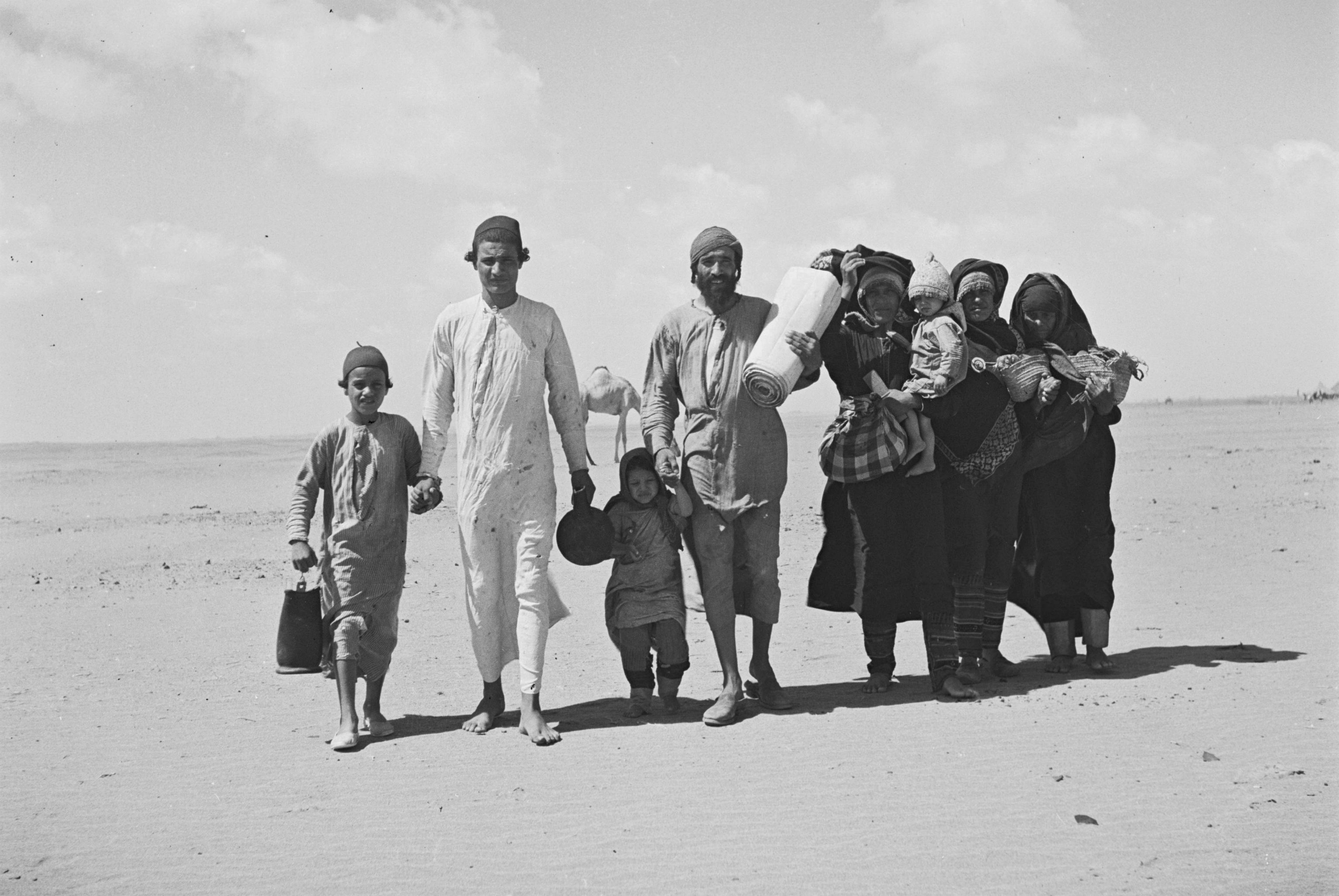
Jemenitisch-jüdische Familie auf dem Weg zu einem Flüchtlingslager.

Es begann am 3. Dezember 1947 mit dem Brandanschlag auf ein jüdisches Gebäude in Aden durch einen wütenden muslimischen Mob und richtete sich dann gegen die gesamte jüdische Einwohnerschaft der Stadt. Die antijüdisch motivierten Gewaltaktionen kulminierten in einem blutigen Pogrom und weiteten sich zu Massakern aus, bei denen insgesamt 82 Juden getötet und 76 weitere verwundet wurden. Im Zuge dessen kam es auch zu einer breit angelegten Verwüstung der lokalen jüdischen Gemeinde Adens, was ihrer Jahrtausende alten Geschichte ein Ende bereitete.

## Hintergrund
Aden war seit 1839 an Großbritannien abgetreten. Noch in der Mitte des 20. Jahrhunderts war die Stadt Aden im Südjemen von einer Gemeinschaft von mehreren tausend Juden bevölkert. In den 1930er Jahren gab es noch selten religiös motivierte Gewaltausbrüche, darunter relativ kleine Unruhen im Jahre 1932. Im Jahre 1933 ereigneten sich antijüdische Angriffe in Aden, wobei viele Juden durch arabische Aufständische gesteinigt und erstochen wurden. Diese Gewaltausbrüche waren von vergleichsweise kleiner Signifikanz. Als jedoch drei Tage nach dem UN-Votum über die Teilung Palästinas Terror ausbrach, wurde das Leben vieler Adener irreparabel erschüttert.

## Ablauf des Pogroms
Nach dem 29. November 1947, dem Tag des UN-Votums über die Teilung des Britischen Mandates für Palästina, kam es großflächig zu religiösen Protesten, die in der gesamten islamisch-arabischen Welt einschließlich der Auslandsgemeinschaften stattfanden, wobei Aden keine Ausnahme war. Kurz nach ihrem Beginn gingen die Proteste in Aden schlagartig in hemmungslose blutige Gewalt gegen Juden über, zusätzlich angetrieben durch den falschen Vorwurf gegen Juden, sie hätten zwei lokale Mädchen ermordet.
Der Pogrom, welcher am 2. Dezember 1947 ausbrach, war verheerend – 82 Juden wurden ermordet und 7 weitere verwundet; 106 der noch 170 existierenden jüdischen Geschäfte in Aden wurden blank ausgeraubt und acht wurden teilweise entleert. Vier Synagogen wie die Magen-Abraham-Synagoge wurden „dem Erdboden gleichgemacht“ und 220 jüdische Häuser wurden ausgeraubt und niedergebrannt und/oder beschädigt. Die Selim-Mädchenschule aus dem Jahre 1929, welche sich neben der Jüdischen König-Georg-V-Jungenschule befand, brannte bei den Unruhen von 1947 ebenfalls aus.
Da in Aden zu diesem Zeitpunkt keine britischen Truppen stationiert waren, erleichterte es die jüdische Gemeinschaft zunächst, als sie hörten, dass die Aden Protectorate Levies rekrutiert wurde, um sie zu schützen. Aber die Levies – bestehend aus muslimischen Arabern – ignorierten wissentlich die Gewalt und schossen stattdessen selber unbesehen auf die Juden, wobei dabei erneut viele getötet wurden.

## Nachwirkungen
Den blutigen Unruhen folgend kam es zu einer Vertreibungswelle gegen die jüdische Gemeinschaft Adens, was zur Folge hatte, dass sie fast komplett verschwand. Als Antwort auf die zunehmend lebensgefährliche Situation wurden die meisten Juden Adens, zusammen mit den restlichen südjemenitischen Juden, unter der Hand nach Israel evakuiert. Diese sogenannte Operation Magic Carpet fand zwischen Juni 1949 und September 1950 statt.
Die endgültige Austrocknung der jüdischen Gemeinschaft Adens fand im Jahre 1967 statt, kurz nach dem Sechstagekrieg und nachdem das Protektorat Aden als Volksdemokratische Republik Jemen die Unabhängigkeit von den Briten erreichte. Aufgrund von Ermordungen, Plünderungen und erneuten Zerstörungen weiterer Synagogen sank die Zahl der Juden im Südjemen stetig. Als entdeckt wurde, dass die muslimischen Einwohner ein Massaker gegen die verbliebene jüdische Gemeinschaft planten, wurden die restlichen Juden letztendlich mit der Hilfe des Vereinigten Königreichs evakuiert. Das Judentum von Aden wurde schlechterdings zur "Gemeinschaft, die einmal war".